# Tacopaya
Tacopaya ist eine Ortschaft im Departamento Cochabamba im südamerikanischen Andenstaat Bolivien.

## Lage im Nahraum
Tacopaya ist zentraler Ort des Municipio Tacopaya in der Provinz Arque. Die Ortschaft liegt auf einer Höhe von 3177 m am rechten, südlichen Ufer des Río Arque, der in seinem weiteren Verlauf zum Río Grande wird.

## Geographie
Tacopaya liegt zwischen dem  bolivianischen Altiplano im Westen und der Cordillera Oriental im Osten an den nördlichen Ausläufern der Cordillera Central.
Das Klima der Region ist semiarid und ein typisches Tageszeitenklima, bei dem die täglichen Temperaturschwankungen deutlicher ausgeprägt sind als die Temperaturunterschiede im Jahresverlauf (siehe Klimadiagramm  Arque).
Die jährliche  Durchschnittstemperatur liegt bei etwa 10–11 °C, wobei die  Monatsdurchschnittswerte im Juni/Juli bei nur 6–7 °C liegen  und die Sommerwerte im Januar/Februar bei 13 °C. Der  Jahresniederschlag beträgt etwa 600 mm, regenreichster Monat ist der Januar mit 140 mm; von  Mai bis August herrscht eine Trockenzeit mit Monatsniederschlägen von unter 10 mm.

## Verkehrsnetz
Tacopaya liegt in südwestlicher Richtung 107 Straßenkilometer entfernt von Cochabamba, der Hauptstadt des Departamentos.
Von Cochabamba aus führt in westlicher Richtung die asphaltierte Nationalstraße Ruta 4 über die Stadt Quillacollo nach Pongo und weiter nach Caracollo, wo sie auf die Ruta 1 stößt, die den Altiplano von Norden nach Süden durchquert und Verbindung nach La Paz, Oruro und Potosí herstellt. 8 Kilometer hinter Pongo zweigt eine Landstraße nach Süden ab, die nach 27 Kilometern die Ortschaft Tacopaya erreicht. Sie führt weiter nach Bolívar und nach Sacaca im Departamento Potosí.

## Bevölkerung
Die Einwohnerzahl der Ortschaft ist im vergangenen Jahrzehnt auf das Vierfache angestiegen:
| Jahr | Einwohner         | Quelle       |
| ---- | ----------------- | ------------ |
| 1992 | keine Detaildaten | Volkszählung |
| 2001 | 137               | Volkszählung |
| 2012 | 535               | Volkszählung |
| 2024 |                   | Volkszählung |

Die Region weist einen hohen Anteil an Quechua-Bevölkerung auf, im Municipio Tacopaya sprechen 99,5 Prozent der Bevölkerung Quechua.